# Пропащі мерці
Пропащі мерці (англ. Decadent Evil або Decadent Evil Dead) — американський фільм жахів 2005 року.

## Сюжет
Дія фільму відбувається в одному нереспектабельному і занедбаному стриптиз клубі «Міт-маркет». Сексуальна вампірша Морелла перетворила свого коханця Мервіна в напівлюдину напіврептилію і тримає його в пташиній клітці. Разом зі своїми подружками — стриптизерками Шугар і Спайсі, Морелла спокушає і вбиває чоловіків, плекаючи плани про світове панування вампірів. І це продовжується до тих пір, поки маленький син Мервіна, Айвен, не вирішує помститися за свого батька.

## У ролях
- Хейзел Дін — Тамі
- Філ Фондакаро — Авен
- Рейлін Хеннессі — Спайсі
- Деніел Леннокс — Декс
- Дебра Майєр — Морелла
- Джилл Мішель — Шугар
- Брайан Мюїр — клієнт клубу
- Хармоні Роуз — Джазмін
- Джон Ф. Шаффер — Лестер
- Роджер Туссен — Брюс
- Джессі К. Волтерс — стриптизерка Петті
- С. Кортні Джойнер — клієнт бару, в титрах не вказаний